# Patricia Hodge
Patricia Ann Hodge (Cleethorpes, 29 settembre 1946) è un'attrice britannica, attiva in campo cinematografico, teatrale e televisivo.

## Carriera
Ha studiato alla London Academy of Music and Dramatic Art, prima di debuttare nel musical del West End Pippin, con la regia di Bob Fosse. Da allora ha recitato in altri musical, tra cui Two Gentlemen of Verona (Londra, 1973), Hair (1974), The Mitford Girls (Londra, 1981; candidata al Laurence Olivier Award alla migliore attrice in un musical) Noel e Gertie (Londra, 1986), Lady in the Dark (Edimburgo, 1988; candidata al Laurence Olivier Award alla migliore attrice in un musical) e A Little Night Music con Judi Dench, Siân Phillips, Joanna Riding e Laurence Guittard (Londra, 1995). È anche un'apprezzata interprete di opere di prosa e nel 2000 ha vinto il Laurence Olivier Award alla miglior attrice non protagonista per la sua performance in Money.
La Hodge è inoltre ricordata per il ruolo di Penny nella sit-com britannica Miranda, che vede come protagonisti Miranda Hart e Tom Ellis.
È sposata dal 1976 con Peter Douglas Owen e la coppia ha avuto due figli.

## Filmografia

### Cinema
- ...unico indizio, un anello di fumo (The Disappearence), regia di Stuart Cooper (1977)
- The Elephant Man, regia di David Lynch (1980)
- Tradimenti (Betrayal), regia di David Hugh Jones (1983)
- Intrigo a Hollywood (Sunset), regia di Blake Edwards (1988)
- Basta chiedere per Diamond (Just Ask for Diamond), regia di Stephen Bayly (1988)
- The Leading Man, regia di John Duigan (1996)
- The Laureate, regia di William Nunez (2021)

### Televisione
- Il funzionario nudo (The Naked Civil Servant), regia di Jack Gold - film TV (1975)
- Le avventure di Bailey (Rumpole of the Bailey) - serie TV, 17 episodi (1978-1992)
- I Professionals (The Professionals) - serie TV, 1 episodio (1980)
- Una modella per l'onorevole (The Other 'Arf) - serie TV, 6 episodi (1980-1981)
- Le avventure di Sherlock Holmes (The Adventures of Sherlock Holmes) - serie TV, 1 episodio (1986)
- Robin Hood - serie TV, 1 episodio (1986)
- Ispettore Morse (Inspector Morse) - serie TV, 1 episodio (1989)
- Spymaker: la vita segreta di Ian Fleming (Spymaker: The Secret Life of Ian Fleming), regia di Ferdinand Fairfax - film TV (1990)
- The Moonstone, regia di Robert Bierman - film TV (1997)
- Waking the Dead - serie TV, 2 episodi (2002)
- Miss Marple (Agatha Christie's Marple) – serie TV, episodio 2x04 (2006)
- Hustle - I signori della truffa (Hustle) - serie TV, episodio 4x03 (2007)
- Miranda - serie TV, 20 episodi (2009-2015)
- Poirot (Agatha Christie's Poirot) - serie TV, episodio 13x02 (2013)
- Downton Abbey - serie TV, episodio 6x09 (2015)
- A Very English Scandal – miniserie TV, 3 puntate (2018)
- Creature grandi e piccole - Un veterinario di provincia (All Creatures Great and Small) – serie TV, 4 episodi (2021-2022)

## Doppiatrici italiane
- Paola Bacci in Tradimenti